# Jewett (Texas)
Jewett es una ciudad ubicada en el condado de León en el estado estadounidense de Texas. En el Censo de 2010 tenía una población de 1.167 habitantes y una densidad poblacional de 225,74 personas por km².

## Geografía
Jewett se encuentra ubicada en las coordenadas 31°21′45″N 96°8′44″O / 31.36250, -96.14556. Según la Oficina del Censo de los Estados Unidos, Jewett tiene una superficie total de 5.17 km², de la cual 5.15 km² corresponden a tierra firme y (0.45%) 0.02 km² es agua.

## Demografía
Según el censo de 2010, había 1.167 personas residiendo en Jewett. La densidad de población era de 225,74 hab./km². De los 1.167 habitantes, Jewett estaba compuesto por el 73.09% blancos, el 7.03% eran afroamericanos, el 0.43% eran amerindios, el 1.29% eran asiáticos, el 0.09% eran isleños del Pacífico, el 16.37% eran de otras razas y el 1.71% pertenecían a dos o más razas. Del total de la población el 43.96% eran hispanos o latinos de cualquier raza.